# Bheemanakere, Challakere
Bheemanakere là một làng thuộc tehsil Challakere, huyện Chitradurga, bang Karnataka, Ấn Độ.